# Clorofònia celladaurada
La clorofònia celladaurada (Chlorophonia callophrys) és una espècie d'ocell de la família dels fringíl·lids (Fringillidae). No s'han descrit subespècies.

## Descripció
- Fa 13 cm de llargària, amb un pes de 25 gr. Cua curta. Bec principalment negre i potes grises.
- El mascle és de color general verd per les parts superiors, costats del cap, coll, flancs i pit. Abdomen groc separat del verd del pit per una línia negra. Front i celles grogues. Capell i clatell blau violat que continua amb una fina línia al voltant del coll.
- La femella és similar, amb color menys brillants. Sense celles grogues.
- Els immaturs mascle són similars a la femella, amb celles verdes amb lluentor daurat.
- Els joves són similars a la femella però encara més apagats.

## Hàbitat i distribució
Habita la selva humida i altres formacions boscoses de les terres altes de Costa Rica i oest de Panamà.

## Alimentació
Mengen principalment fruits i també insectes.

## Reproducció
Fabriquen un niu amb entrada lateral sobre els arbres, on ponen uns 3 ous. Alimenten les cries per regurgitació.